# راديك بيتر
راديك بيتر (بالتشيكية: Radek Petr)‏ هو لاعب كرة قدم تشيكي في مركز حراسة المرمى، ولد في 24 فبراير 1987 في Krnov ‏ في جمهورية التشيك. شارك مع منتخب التشيك تحت 17 سنة لكرة القدم ومنتخب التشيك تحت 18 سنة لكرة القدم ومنتخب التشيك تحت 19 سنة لكرة القدم ومنتخب جمهورية التشيك تحت 20 سنة لكرة القدم ومنتخب جمهورية التشيك تحت 21 سنة لكرة القدم. أما مع النوادي، فقد لعب مع بانيك أوسترافا وزبرويوفكا برنو ولودوغورتس رازغراد ونادي بارما ونادي برو باتاريا ونادي يوبين.

## وصلات خارجية
- راديك بيتر على موقع الاتحاد الدولي (مؤرشف)  (الإنجليزية)
- راديك بيتر على موقع قاعدة بيانات كرة القدم.إي يو (الإنجليزية)
- راديك بيتر على موقع Soccerway.com (الإنجليزية)